# Hans Meiser
Hans-Joachim Meiser (Bad Rothenfelde, 20 augustus 1946 – Scharbeutz, 30 oktober 2023) was een Duitse presentator en journalist.

## Carrière
Hans Meiser werkte al op 15-jarige leeftijd voor de toenmalige SDR bij de kinder- en jeugdradio. Hij studeerde germanistiek, retoriek, geschiedenis en kunstgeschiedenis aan de Universiteit van Stuttgart, maar maakte geen van die studies af.
Zijn televisiecarrière begon bij de SWF. Later verhuisde hij naar het Duitse radioprogramma van Radio Luxembourg. Bij de tv-zender RTL plus was hij de man van het eerste uur. Van 1984 tot 1992 was hij daar anchorman van de nieuwsuitzending RTL aktuell. Hij behoorde tot de journalisten die een discutabele rol speelden bij de gijzeling van Gladbeck, omdat hij direct de gijzelnemer in de Duitse bank opbelde voor een interview.
Van februari 1992 tot augustus 2006 presenteerde hij het programma Notruf (RTL), waarin spectaculaire reddingsoperaties werden nagespeeld en burgers werden aangemoedigd om eerste hulp te verrichten. Eveneens bij RTL presenteerde hij achteneenhalf jaar lang de naar hem genoemde talkshow Hans Meiser, die van start ging op 14 september 1992. Naar eigen zeggen bracht hij daarmee heel normale mensen op de televisie. Het grote succes van dit programma leidde tot een overvloed aan talkshows van meerdere Duitse tv-zenders. Alleen al RTL had tot vijf van zulke uitzendingen in het programma.
Van 1998 tot 2010 presenteerde hij samen met Birgit Schrowange de tv-pechshow Life! Dumm gelaufen, waarmee hij in 2010 voor de laatste keer voor de camera stond. Met de quiz Einundzwanzig was hij van 2000 tot 2002 als quizmaster werkzaam. In 2010 werden zonder opgaaf van reden zijn contracten bij RTL niet meer verlengd, waarop hij reageerde met de woorden: "afgeschoten als een wild varken in de morgenzon". Sinds 2013 presenteerde Meiser bij Radio Regenbogen iedere zondag het drie uur durende programma Talk of Town – Die Hans Meiser Show.
Sinds 2015 trad hij op in de kleine rubriek Der kleine Mann bij de ZDFneo-show Neo Magazin Royale, die werd gepresenteerd door Jan Böhmermann. Sinds 2017 aanvaardde hij in hetzelfde programma de rol van de "Duitse Bondspresident Hans-Meiser Steinmeiser". De productiefirma Bildundtonfabrik beëindigde de samenwerking met Meiser echter in mei 2017, toen bekend werd dat hij spots had ingesproken voor een onlineportal dat rechtspopulistische complottheorieën verspreidde.

## Andere activiteiten
Hans Meiser was samen met Erich Wagner bedrijfsleider van de productiefirma CreaTV Fernsehproduktions GmbH, die hij in 1992 oprichtte, samen met RTL plus. CreaTV produceerde programma's als Der heiße Stuhl en de talkshows Hans Meiser en Bärbel Schäfer. In januari 2009 werd bekend gemaakt, dat CreaTV faillissement had aangevraagd. Sinds 2010 was hij weer werkzaam als producent. Met zijn nieuwe compagnon Rainer Schwabe stichtte hij als producent, tv-raadgever en presentator de productiefirma Wir sind TV. Sinds 2013 werkte Meiser als tv- en mediatrainer voor de firma TELEGENial.
Meiser overleed onverwachts op 77-jarige leeftijd.

## Onderscheidingen
- 1993: Bambi
- 1993: Goldenes Kabel
- 1993: Goldene Kamera
- 1993: Publikumslöwe van RTL
- 1994: Goldener Rathausmann van de stad Wenen